# Escut de Benifallet

Escut oficial de Benifallet

L'escut oficial de Benifallet té el següent blasonament:
Escut caironat: d'argent, un mont arborat d'un pi de sinople. Per timbre una corona mural de vila.

## Història
Va ser aprovat el 13 de febrer del 2001.
El pi damunt el turó és un senyal tradicional de l'escut de Benifallet. De fet, la vila és situada en una àrea muntanyosa (la serra de Cardó) rica en pins.